# Église Saint-Étienne d'Andorre-la-Vieille
L'église Saint-Étienne (en catalan : església de Sant Esteve) est une église paroissiale romane située à Andorre-la-Vieille, en Andorre. L'édifice est classé  Bé d'interès cultural par l'État andorran depuis le 16 juillet 2003.

## Historique
Érigée au XIIe siècle dans le style roman, l'église a subi d'importantes modifications et ajouts au XXe siècle.
De la période romane, il reste une abside en demi-cercle, la plus grande de toute la Principauté, ainsi que la tour du clocher. L'abside et les absidioles présentaient des peintures murales romanes du XIIIe siècle. La plupart des fresques furent arrachées pendant les années 1930 et certaines sont exposées dans le musée national d'Art de Catalogne (MNAC) à Barcelone et dans deux collections privées. Parmi les fragments conservés, on peut noter Les Noces de Cana, l'image d'un bœuf ailé et le Christ devant Pilate.
La restauration de l'église de 1940 a été confiée à l'architecte moderniste Josep Puig i Cadafalch qui a mis notamment l'accent sur la restauration du clocher et sur l'entrée latérale. 

## Description

### Situation et extérieur
L'église se situe dans la vieille ville d'Andorre-la-Vieille. Elle mesure environ 32 mètres de long du nord au sud et 24 mètres de large (transept). 
À la suite de l'agrandissement, l'église est à une seule nef, rectangulaire, avec trois absides semi-circulaires avec voûte en quart de sphère (à l'ouest, au sud et à l'est). La croisée du transept est à plan en forme de croix, la toiture est donc à plusieurs versants. Les absides contemporaines présentent une série de fenêtres stylisées à double ébrasement, surmontées d'un arc en plein cintre et entourées de frises de pierres de taille en granite d'inspiration lombarde.
On accède à l'intérieur de l'église par deux portes, la principale au narthex de la nef et l'autre sur le côté est, conçue par l’architecte Josep Puig i Cadafalch. La porte principale se trouve sous un portique soutenu par des piliers en granite et on y accède moyennant deux escaliers latéraux. Une rosace se trouve au-dessus de ce porche. Au dessus de la porte latérale, une fresque représente saint Étienne.
L'abside romane située au nord-est est à plan semi-circulaire et possède deux fenêtres à double embrasement. Elle est recouverte avec une voûte en quart de sphère en pierre ponce. La toiture, à deux versants, est composée d’une charpente en bois et d'ardoises. Sous la toiture, il y a une frise en dents de scie avec en dessous, une décoration en arcatures aveugles de style lombard en pierre ponce. Un corbeau avec une décoration géométrique est visible dans la partie inférieure de chaque arc.
Le clocher-tour d'époque romane est situé sur le flanc est et est à plan carré composé de trois étages avec des fenêtres de plein cintre. Le dernier étage fut ajouté au début des années 1940, selon le projet de l'historien de l'art Josep Puig i Cadafalch.

### Intérieur
À l'intérieur de la nef on trouve trois arcs de chaque côté avec des baies vitrées. 
L'église conserve dans l'abside romane des restes de peinture murale sur la poutre en bois polychrome du baldaquin. 
L'église contient l'ancien retable principal de saint Étienne (première moitié du XVIe siècle), ainsi que les retables baroques de saint Jean-Baptiste (avec des sculptures et dorures de grande qualité) et de sainte Lucie (fin du XVIIe siècle).
L'église conserve plusieurs statues baroques, comme un Christ de la deuxième moitié du XVIe siècle en bois polychrome et de grande taille, qui représente la mort de Jésus sur la Croix. La polychromie permet de souligner les effets du châtiment souffert.
L'église présente des peintures dont notamment le Quadre de les ànimes (« Tableau des âmes »), peint au XVIIIe siècle par Joan Casanovas i Ricart (ca. 1691-1756). Le tableau La visió de la Pietat amb el donant Antoni Moles (« La vision de la Piété avec le donneur Antoni Moles »), conservé au presbytère d'Andorre-la-Vieille, est une des œuvres les plus emblématiques et représentatives de l'art baroque en Andorre. 
L'église possède un orgue néo-classique inauguré le 15 juin 1991 par l'organiste hollandais Jan-Willem Jansen. Il a été construit par le maître facteur d'orgue Georges Danion dans les ateliers de la Manufacture languedocienne de Grandes Orgues à Lodève. Il est en bois de châtaignier et dispose de trois claviers et pédalier, 31 registres et 2125 tubes.

## Galerie de photographies

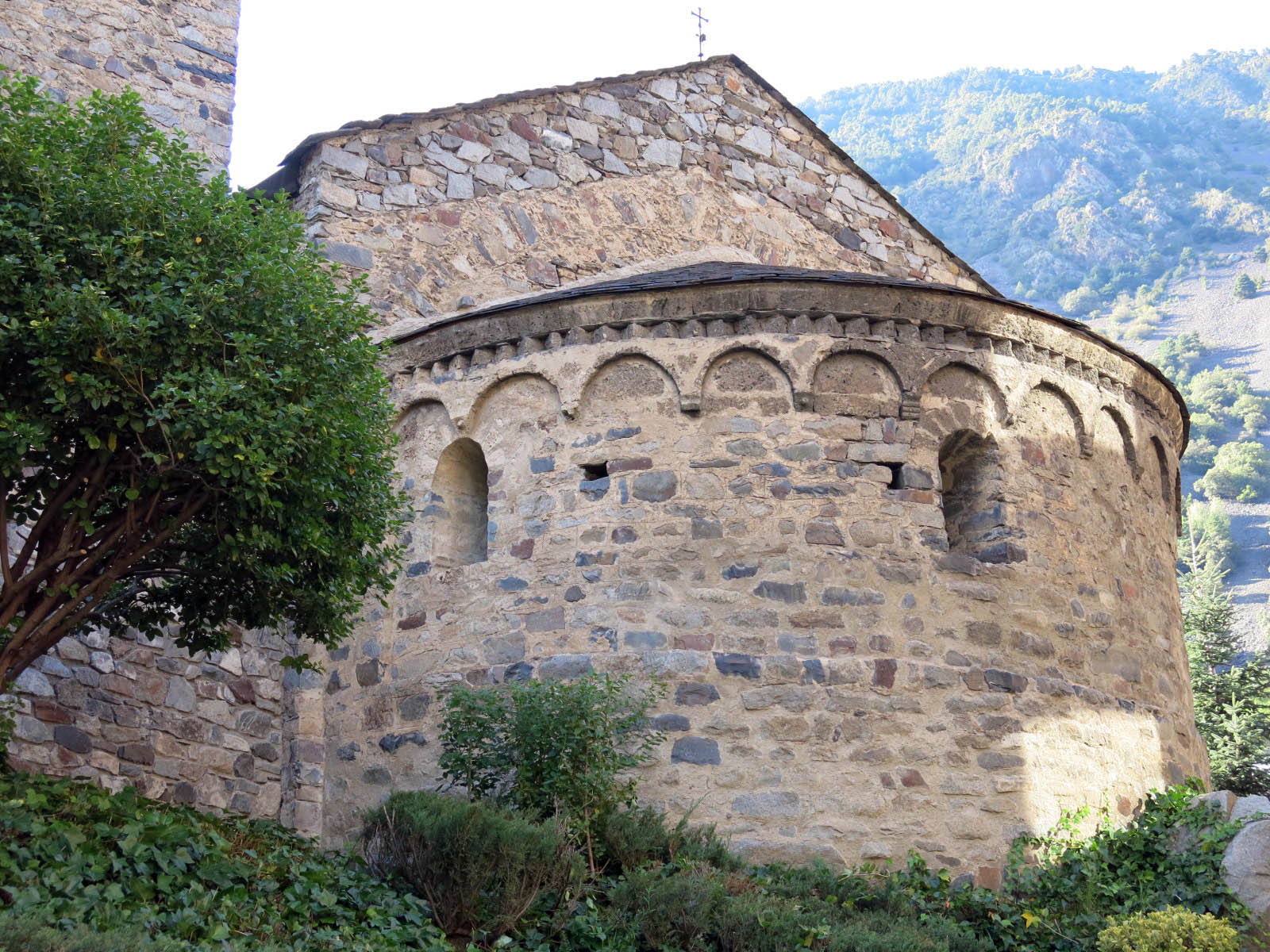
Abside romane
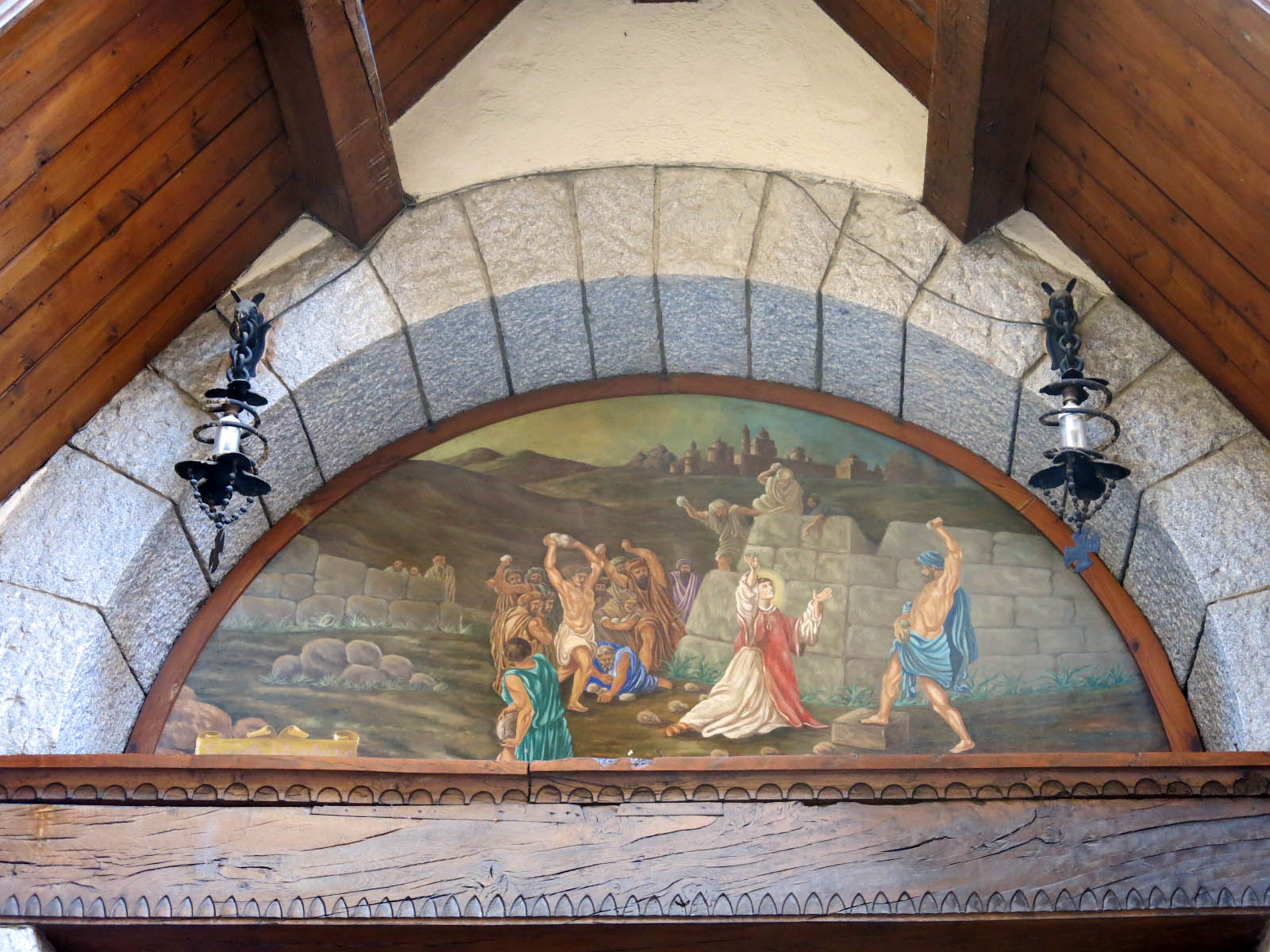
Lunette au dessus de la porte latérale

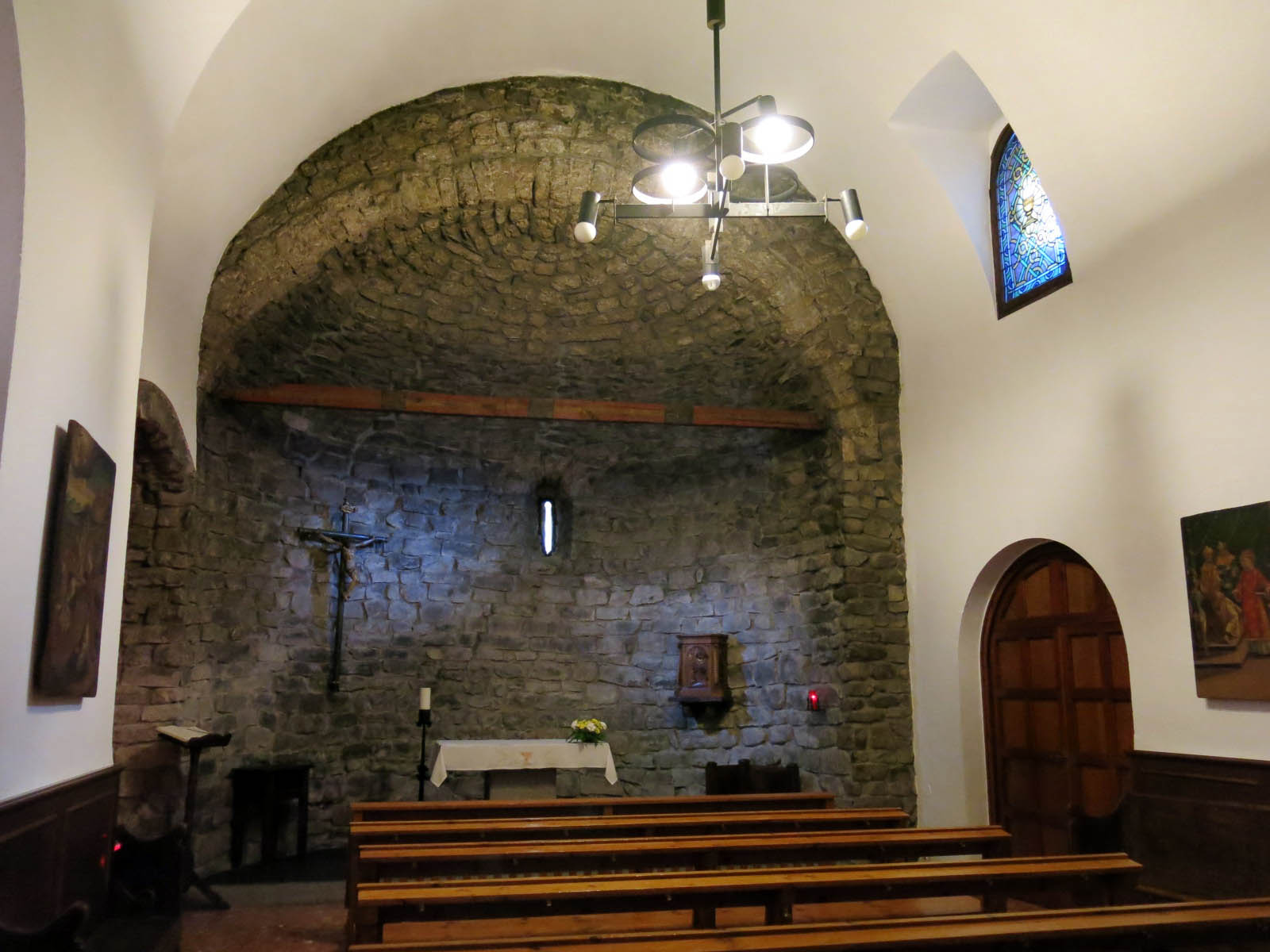
Abside romane
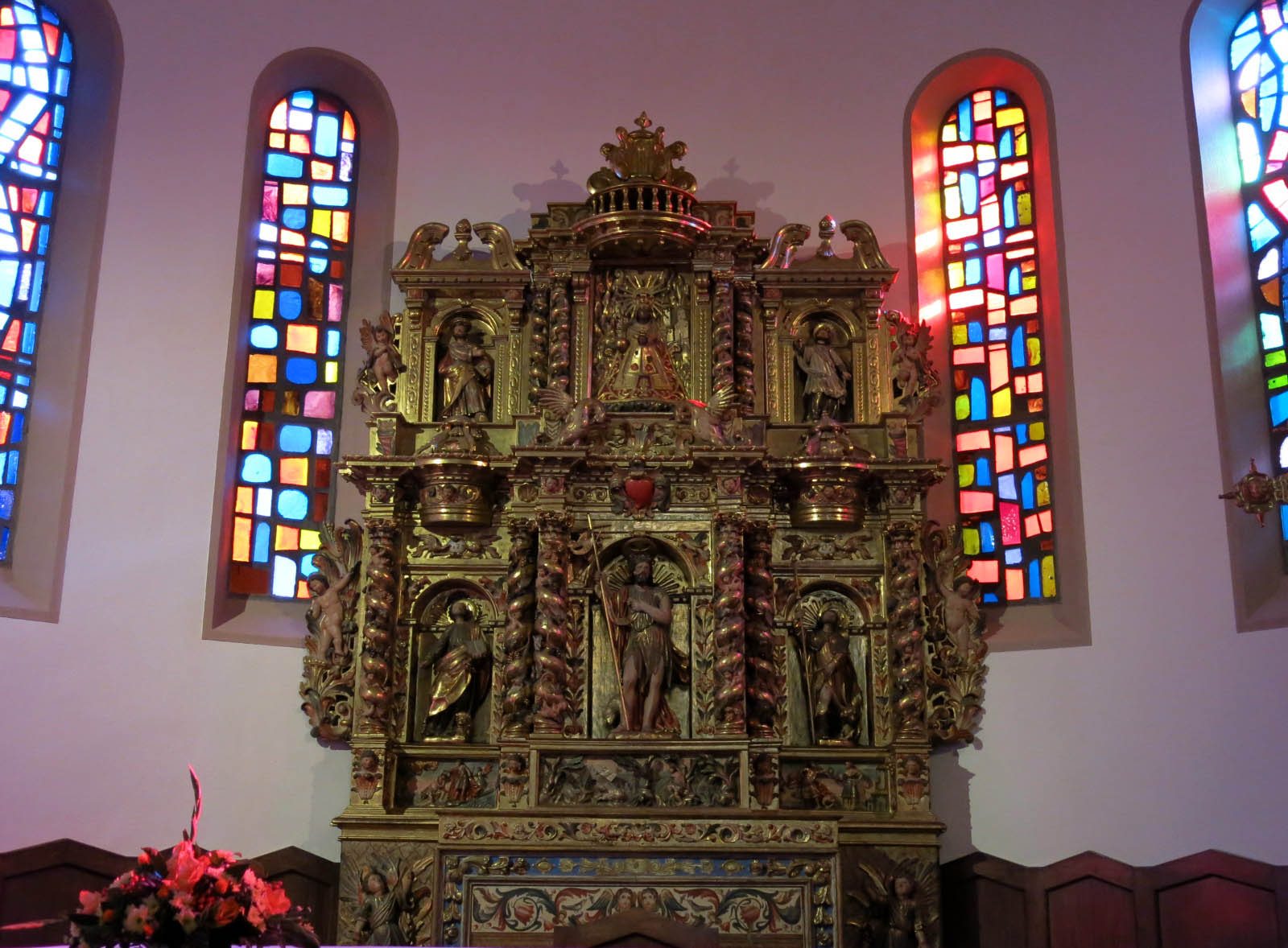
Retable de saint Jean-Baptiste
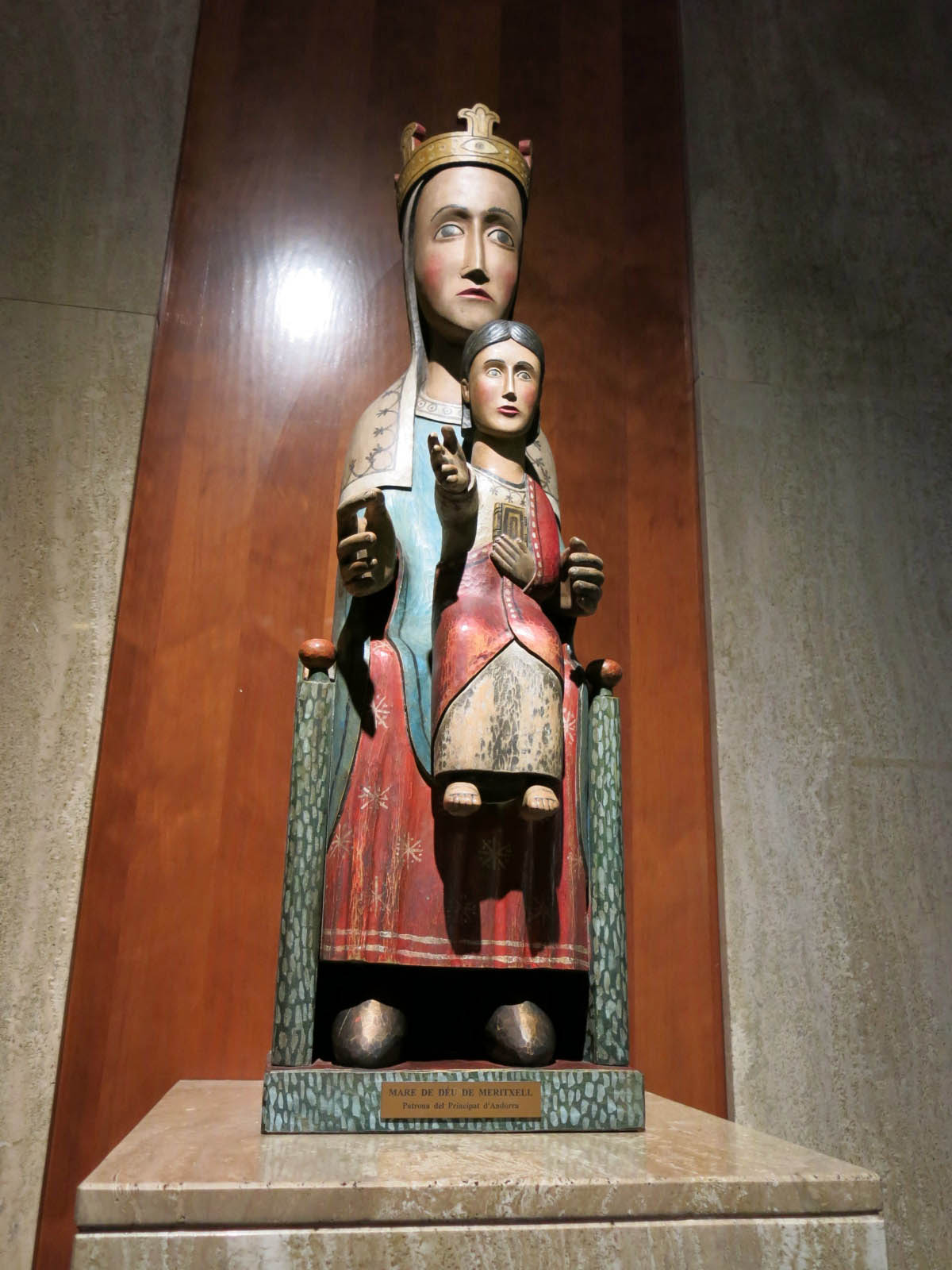
Mare de Déu de Meritxell
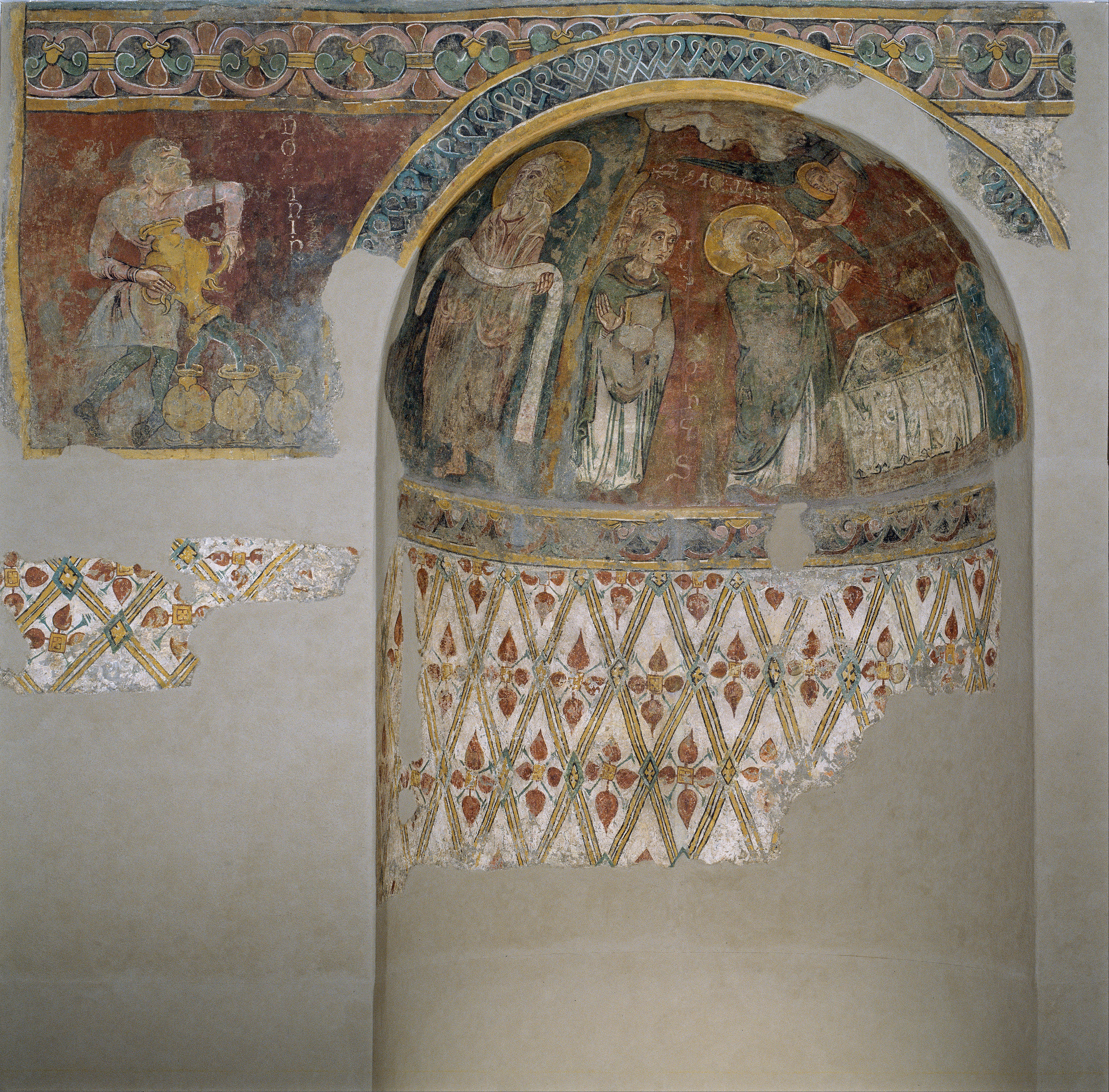
Fresque conservée au MNAC
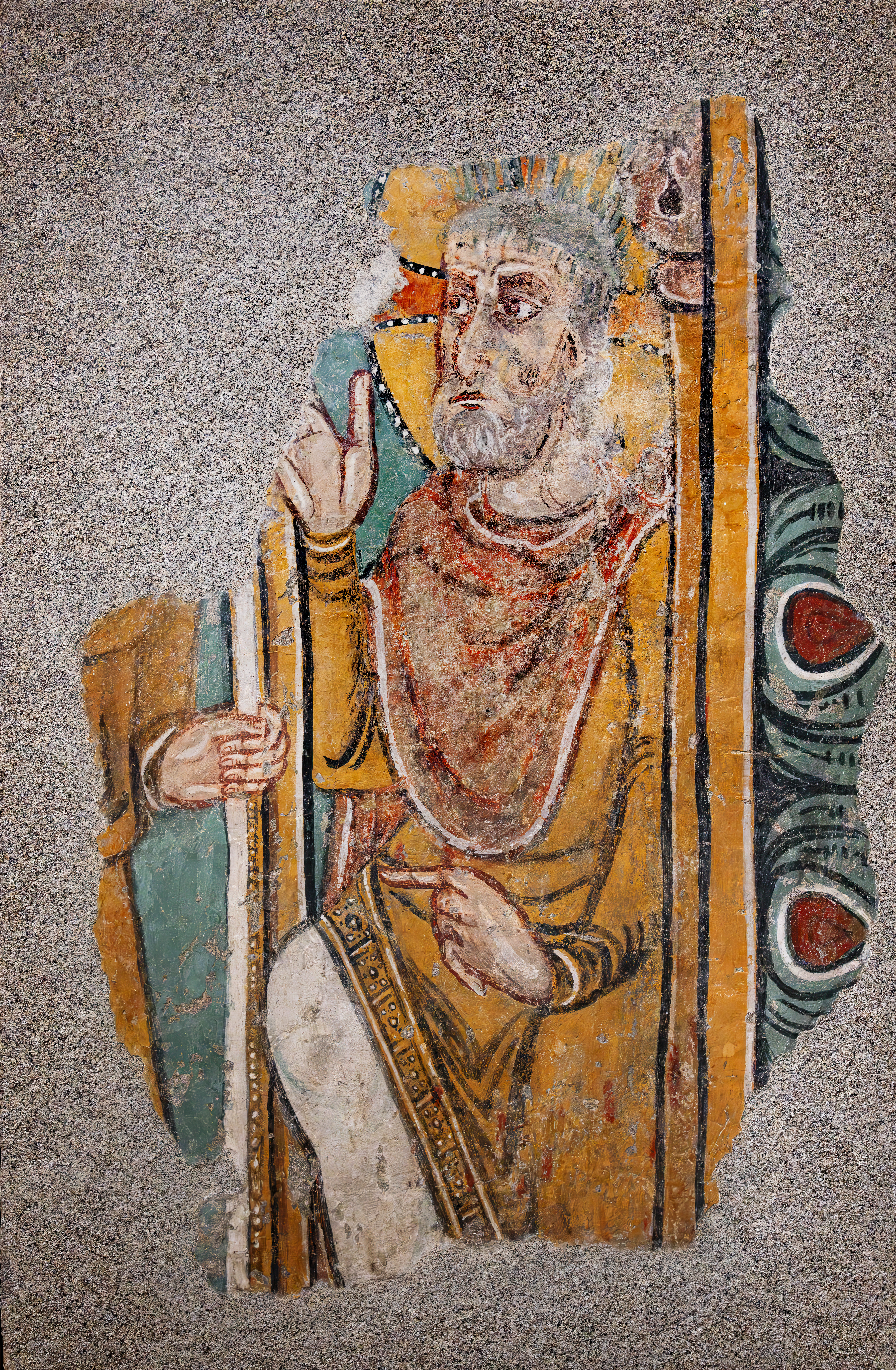
Christ du couronnement d'épines, MNAC